# Edge (tijdschrift)
Edge is een Brits tijdschrift met nieuws en recensies over computerspellen. Het blad verschijnt jaarlijks 13 keer.

## Geschiedenis
Het blad verscheen voor het eerst in oktober 1993 en werd geschreven door Steve Jarratt.
Voor de honderdste editie werd het artwork voor de cover verzorgd door Shigeru Miyamoto. In maart 2009 verscheen de tweehonderdste editie.
Verschillende keren kreeg journalist Tony Mott de leiding over het blad. Mott schreef onder meer ook het naslagwerk 1001 Video Games You Must Play Before You Die, met hierin een lijst van 1001 computerspellen.
Naast een Britse versie, verschenen er ook meerdere lokale edities voor de landen Australië, Brazilië, Frankrijk, Duitsland, Italië en Spanje.
In mei 2014 werd bekendgemaakt dat uitgever Future meerdere publicaties wilde beëindigen, waaronder ook Computer and Video Games (CVG). Begin 2015 werden Edge en Computer and Video Games samengevoegd naar GamesRadar+.